# Śmieć (film 2008)
Śmieć (znany też jako Zift, bułg. Дзифт) – bułgarski film fabularny z 2008, w reżyserii Jawora Gyrdewa, na podstawie powieści Władisława Todorowa, pod tym samym tytułem.

## Fabuła
Akcja filmu rozgrywa się w ciągu jednej nocy. Mol trafił do więzienia w 1944, kiedy brał udział w kradzieży diamentów z domu starego Rosjanina. Schwytany przez policję trafia do celi z jednookim kasiarzem i bokserem, nazywanym van Wurstem. Wychodzi z więzienia po kilkunastu latach odsiadki i powraca do Sofii w połowie lat 60. Świat socjalistycznego miasta jest dla niego zaskakujący i trudno się do niego dostosować. Po wyjściu z więzienia spotyka swoją dawną miłość – Adę, która śpiewa w nocnym klubie. Więzienie opuszcza także jego wspólnik Slug i obaj próbują wykopać diamenty, ukryte w przeszłości po napadzie. Kłótnia na grobie ofiary napadu kończy się tragicznie.
Tytułowy zift (dzift) to słowo pochodzące z języka arabskiego, oznaczające smołę (w bułgarskim slangu – wyrzutka społecznego).

## Obsada
- Zachari Bacharow jako Mol
- Tanja Ilijewa jako Ada
- Władimir Penew jako Slug
- Michaił Mutafow jako van Wurst
- Dżoko Rosicz jako ksiądz
- Cwetan Dimitrow jako sierżant
- Dimo Aleksijew jako żołnierz
- Jordan Mutafow jako Bijou
- Mirczo Mirczew jako anarchista wykonujący tatuaże
- Ilia Rajew jako wujek Timmy
- Swetłana Janczewa jako Cyganka
- Gergana Arnaudowa jako komendantka drużyny pionierów
- Sneżina Petrowa jako lekarka
- Anastasija Lutowa jako pielęgniarka
- DJ Ayvan jako Freak

## Nagrody i wyróżnienia
Film został wyróżniony za reżyserię na Międzynarodowym Festiwalu Filmowym w Moskwie. W 2008 został wybrany najlepszym filmem na Festiwalu Filmowym w Mar del Plata. W 2009 zdobył nagrody na festiwalach w Wilnie i w Salerno. Został też wybrany jako bułgarski kandydat do nagrody Amerykańskiej Akademii Filmowej w kategorii najlepszego filmu anglojęzycznego, ale nie uzyskał nominacji.